# La Foi d'Homer
La Foi d'Homer (France) ou Ne priez rien avant juin de l'année prochaine (Québec) (Pray Anything) est le dixième épisode de la saison 14 de la série télévisée d'animation Les Simpson.

## Épisode
Lors d’une dispute de basket féminin, Ned Flanders réussit un panier à 50 000 $ du milieu de terrain. Homer, jaloux, s’en va trouver Flanders pour lui demander le secret de sa chance insolente. Il comprend que c’est la prière qui l’aide à gagner. Homer devient alors très croyant et fait des prières pour tout, et toutes ses prières sont entendues et se réalisent. En allant à l’église, Homer demande à Dieu de lui donner une nouvelle maison, mais tombe dans un trou sur le terrain de l’église et attaque cette dernière en justice. Il gagne le procès et, le temple n’ayant pas les moyens de payer, il hérite de l’église.
Homer décide de donner une super fête dans l’église. Elle dure plusieurs jours. Mais, en enfreignant tous les commandements de Dieu pendant cette fête, Homer et ses invités se sont attiré la colère du Seigneur. Survient alors le déluge, les pluies torrentielles, la montée des eaux... C’est alors que le révérend Lovejoy survient comme un sauveur et dit une prière pour sauver tous ces pêcheurs. Les eaux se retirent enfin ; mais ce serait en fait Bouddha qui aurait demandé à Dieu de se montrer clément.